# Kūh-e Tīr Māhī
Kūh-e Tīr Māhī (persiska:  قله تیرماهی )Kūh-e Zibad  är ett berg i Iran.   Det ligger i provinsen Khorasan, i den östra delen av landet, 700 km öster om huvudstaden Teheran. Toppen på Kūh-e Tīr Māhī är 2 557 meter över havet, eller 431 meter över den omgivande terrängen. Bredden vid basen är 5,5 km.

TirMahi.Zibad Gonabad

Sarv Zibad and mount zibad

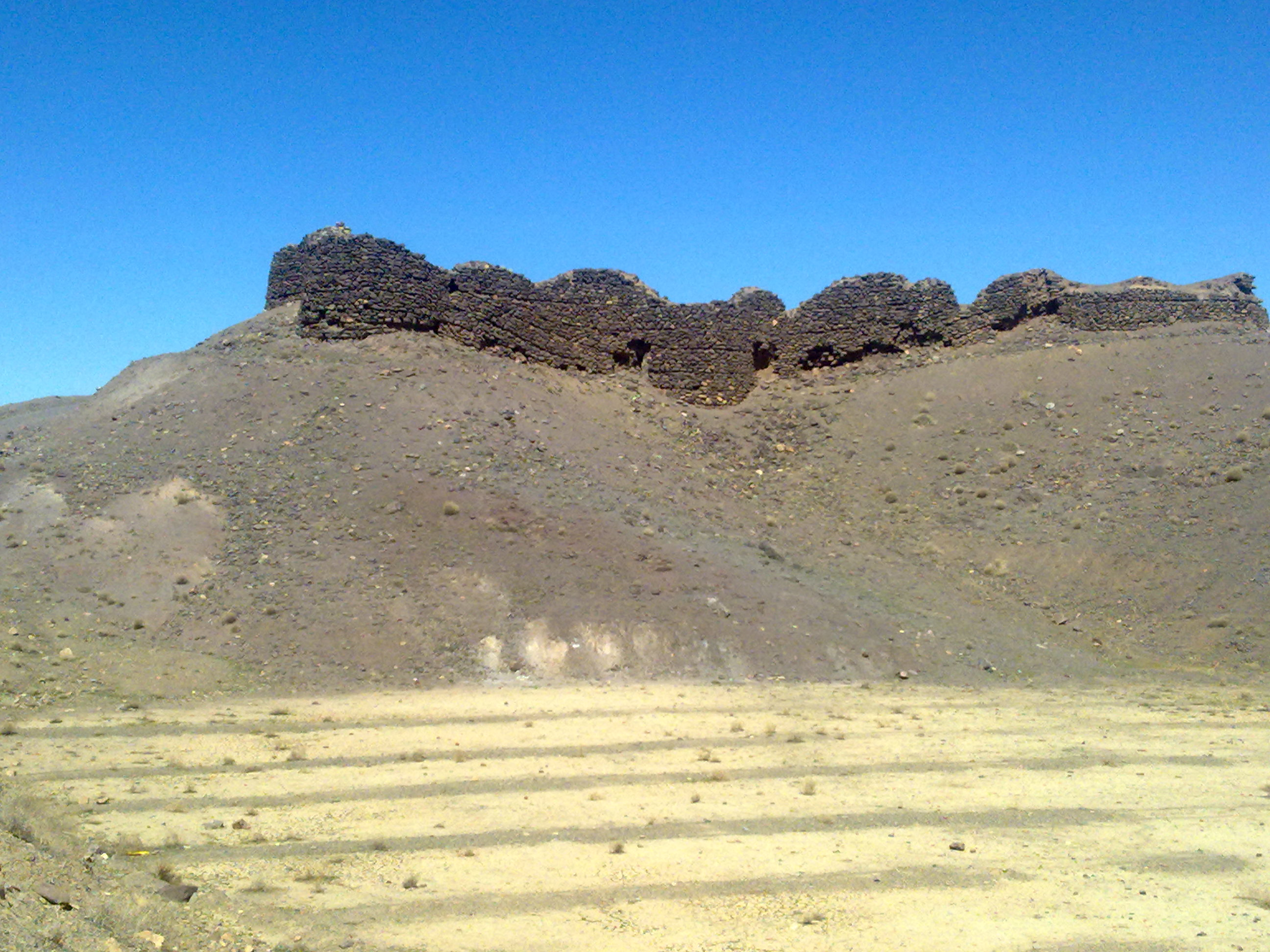
Zibad

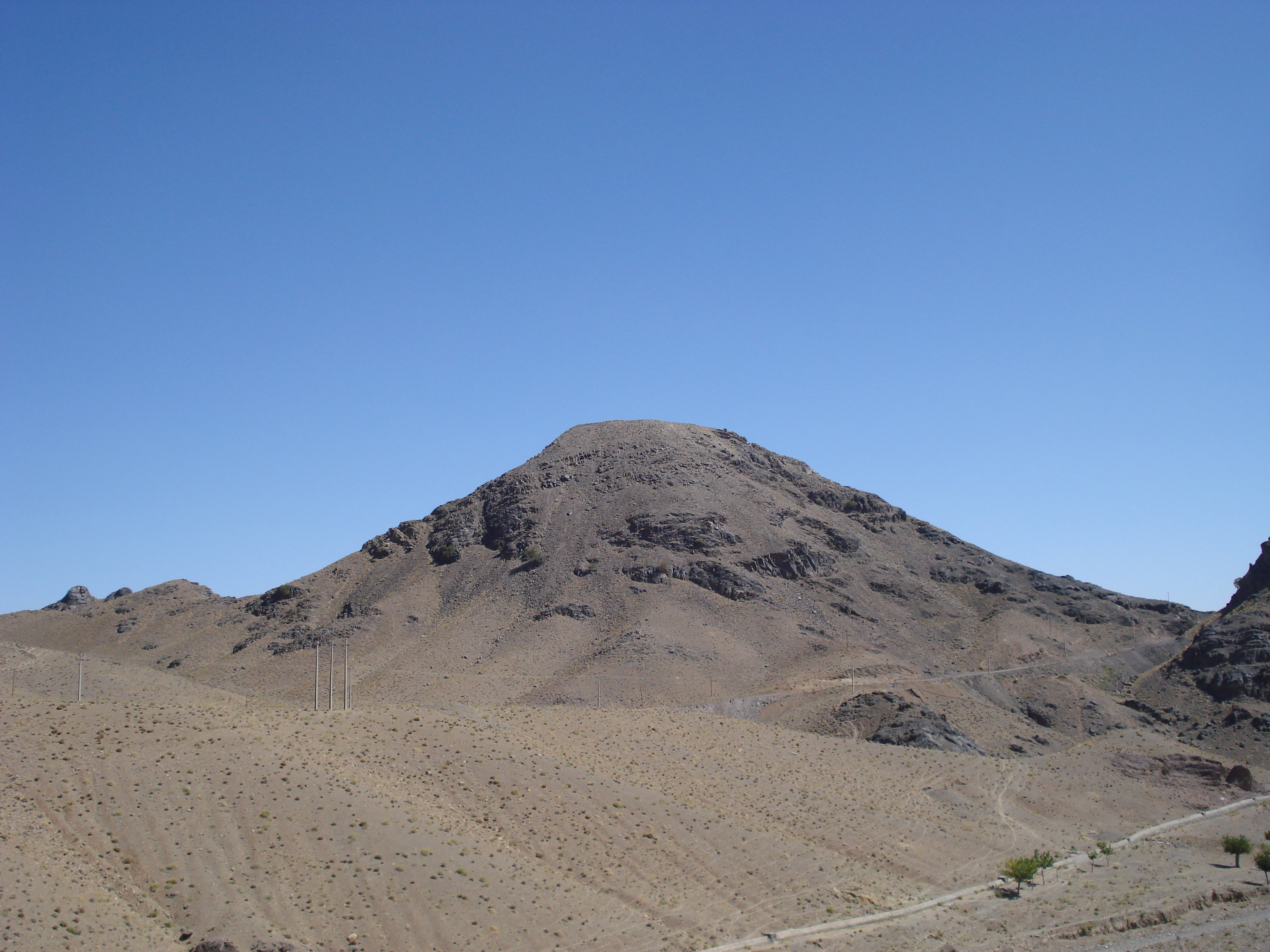
TirMahi.Zibad Gonabad

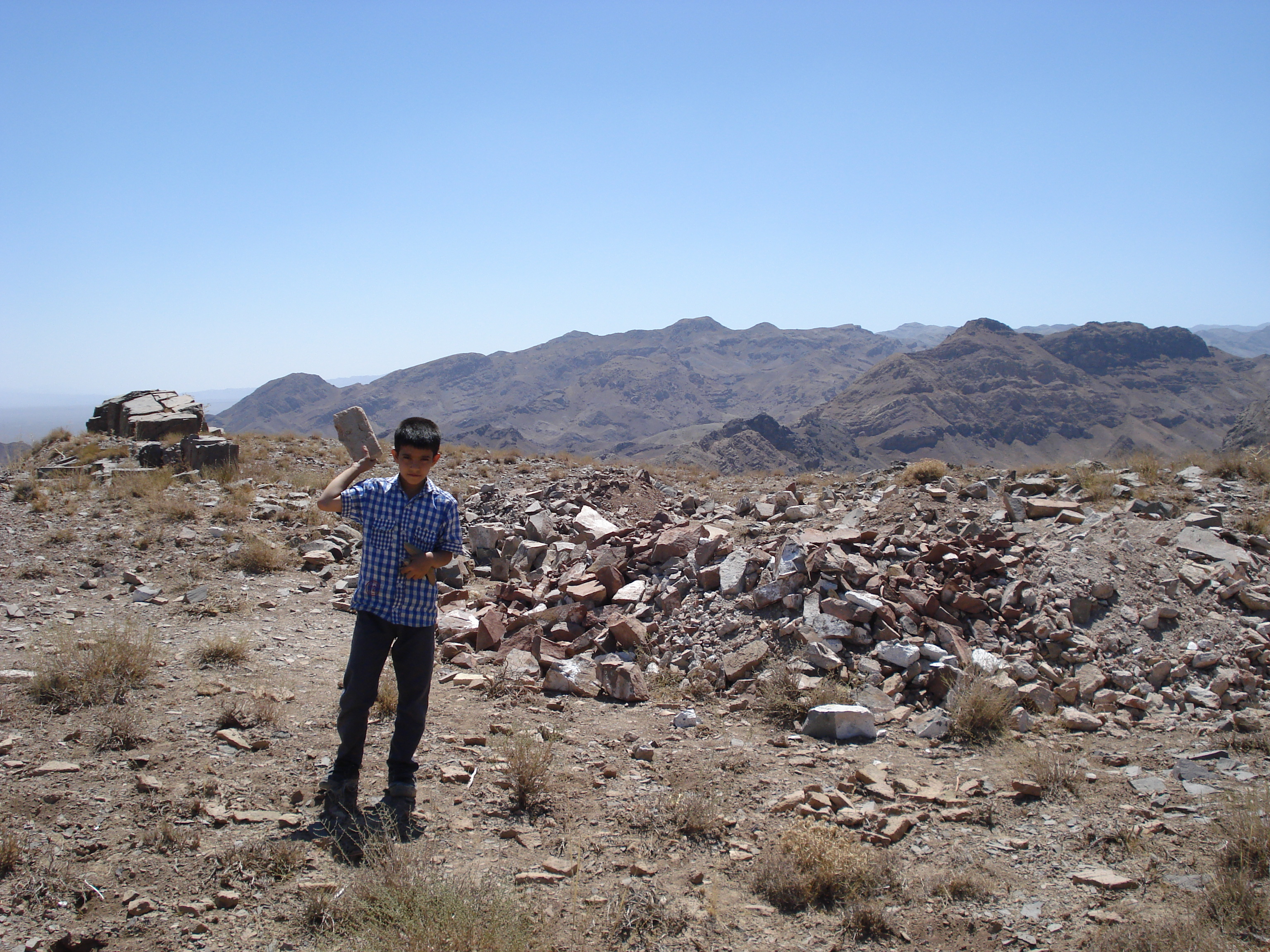
TirMahi

Terrängen runt Kūh-e Tīr Māhī är huvudsakligen kuperad. Runt Kūh-e Tīr Māhī är det mycket glesbefolkat, med 5 invånare per kvadratkilometer. Närmaste större samhälle är Sanū, 8,5 km norr om Kūh-e Tīr Māhī. Trakten runt Kūh-e Tīr Māhī är ofruktbar med lite eller ingen växtlighet.